# Real Racing 3
Real Racing 3 is een racespel dat is ontwikkeld door Firemonkeys, oorspronkelijk uitgekomen voor iOS 3 op 28 februari 2013.
Het spel bestaat uit een serie van bestaande circuits, waarop met 430 verschillende auto's kan worden gereden tegen vrienden maar ook tegen bots. Wanneer met Facebook of Google Play Services wordt ingelogd, kan tegen vrienden of willekeurige andere gebruikers worden gereden, in een Time Shifted Multiplayer-modus die voor het eerst in dit spel is ingebouwd. Vrienden hoeven dan niet op hetzelfde moment op hetzelfde circuit te rijden.

## Soorten races
Over de verschillende circuits kunnen meerdere soorten races worden gereden.
- Afvalrace: elke 20 seconden valt de laatste coureur af.
- Cup: race tegen meerdere auto's over een aantal ronden.
- Duel: race een tegen een.
- Autocross: korte race op een gedeelte van een circuit, die men binnen een bepaalde tijd moet behalen om eerste te worden
- Dragrace: vanuit stilstand over een afstand van  1/4 (402 m) of 1/8 mijl (201 m) op een kort recht stuk van het circuit tegen een andere racer rijden (4x)
- Flitsfoto: ga met een zo hoog mogelijke snelheid over de finishlijn
- Jager: achtervolg de auto en haal hem in
- Tijdrit: rij zo snel mogelijk een rondje over het circuit zonder van de baan te gaan en te botsen
- Topsnelheid: bereik de hoogste snelheid over één ronde
- Lange afstand: rijdt een zo lang mogelijke afstand

Bij het behalen van een nummer 1 (goud), 2 (zilver) of 3 (brons) positie open je in series een nieuw onderdeel van die serie, tot deze voor 100% voltooid is.

## Circuits
In het spel is er een totaal van 22 verschillende circuits uit de hele wereld beschikbaar. Behalve het fictieve stratencircuit van Melbourne bestaan alle circuits in het echt. Voor verschillende circuits zijn er meerdere baanindelingen beschikbaar waardoor het totaal aantal verschillende baanindelingen uitkomt op 44.
- Autodromo Nationale Monza
  - Junior Course
  - Road Course
- Brands Hatch
  - Indy Circuit
- Circuit de Catalunya
  - Club Circuit
  - GP Circuit
  - National Circuit
- Circuit de Spa-Francorchamps
- Circuit de 24 Heures

- Daytona International Speedway
  - Motorcycle Course
  - Road Course
  - Speedway
- Dubai Autodrome
  - Club Circuit
  - Grand Prix Circuit
  - Hill Circuit
  - International Circuit
  - National Circuit
  - Oval Circuit
- Formule E Hongkong Circuit
- Formule E New York circuit
- Hockenheimring
  - Grand Prix Circuit
  - National
  - Short
- Indianapolis Motor Speedway
  - Road Course
  - Speedway
- Mazda Raceway Laguna Seca
- Melbourne
- Monaco gp circuit
- Mount Panorama
- Nürburgring
  - Grand Prix Circuit
  - Müllenbachschleife
  - Sprint Circuit
- Porsche Test Track
  - Dynamic Circuit
  - On-road Circuit (Long)
  - On-road Circuit (Short)
- Red Bull Ring
  - Grand Prix Circuit
  - Südschleife National Circuit
- Richmond International Raceway
- Silverstone
  - The Bridge Grand Prix Circuit 2009
  - The Grand Prix Circuit
  - The International Circuit
  - The National Circuit
- Singapore gp circuit
- Suzuka Circuit
  - East Circuit
  - Grand Prix Circuit
  - West Circuit

## Freemium
Real Racing 3 is uitgebracht als freemium spel, waardoor het spel gratis is te downloaden, en ook gratis is te spelen. In het spel kan men door het rijden van de verschillende races alsook een zo hoog mogelijke klassering race-dollars verdienen, daarnaast kan men ook gratis gouden munten verdienen door een bepaalde serie af te maken, waarbij men al op 25%, 50%, 75% en 100% van die series steeds gouden munten verdiend. Andere gratis verdiensten van gouden munten kan men behalen door een level verhoging en als men in een team zit, kan men ook weer race-dollars en gouden munten verdienen door de teamdoelstelling te behalen, daarnaast kan men in deze zelfde teamopdracht ook weer race-dollars en gouden munten verdienen, door met het team een zo hoog mogelijke wereldklassering te behalen.
Naast het gratis verdienen van race-dollars en gouden munten kan men dit ook via het spel aankopen.

## Platformen
| Jaar | Platform              |
| ---- | --------------------- |
| 2013 | Android, iPad, iPhone |
| 2014 | BlackBerry            |

## Ontvangst
| Beoordeeld door      | Jaar | Platform | Score |
| -------------------- | ---- | -------- | ----- |
| IGN                  | 2013 | iPhone   | 91%   |
| 148apps              | 2013 | iPhone   | 90%   |
| Touch Arcade         | 2013 | iPad     | 80%   |
| GameZebo             | 2013 | iPhone   | 80%   |
| Touch Arcade         | 2013 | iPhone   | 80%   |
| Eurogamer.it         | 2013 | iPad     | 70%   |
| Digital Spy          | 2013 | iPad     | 60%   |
| 4Players.de          | 2013 | Android  | 59%   |
| Gamereactor (Sweden) | 2013 | iPhone   | 40%   |
| Metro.co.uk          | 2013 | iPhone   | 30%   |